# Ramtjärnen, Ångermanland
Ramtjärnen är en sjö i Härnösands kommun i Ångermanland och ingår i Ångermanälven-Gådeåns kustområde. Sjön har en area på 0,0501 kvadratkilometer och ligger 119,7 meter över havet.

## Delavrinningsområde
Ramtjärnen ingår i det delavrinningsområde (695524-160397) som SMHI kallar för Mynnar i havet. Medelhöjden är 50 meter över havet och ytan är 5,74 kvadratkilometer. Räknas de 28 avrinningsområdena uppströms in blir den ackumulerade arean 81,15 kvadratkilometer. Avrinningsområdets utflöde Furuhultsån (Seljeån) mynnar i havet. Avrinningsområdet består mestadels av skog (44 procent), öppen mark (18 procent) och jordbruk (28 procent). Avrinningsområdet har 0,12 kvadratkilometer vattenytor vilket ger det en sjöprocent på 2,1 procent. Bebyggelsen i området täcker en yta av 0,35 kvadratkilometer eller 6 procent av avrinningsområdet.